# 882

سنة 882 كانت سنة بسيطة تبدأ يوم الإثنين حسب التقويم اليولياني.

## أحداث
- 5 أغسطس - تولي كارلومان الثاني عرش الفرنجة الغربيين (فرنسا) بعد موت أخيه لويس الثالث
- أصبح أوليغ النبوي أمير كييف.

## مواليد
- سعيد الفيومي، فيلسوف يهودي مصري.